# Mr.Children 2015-2021 & NOW
『Mr.Children 2015-2021 & NOW』（ミスター・チルドレン にせんじゅうご にせんにじゅういち アンド・ナウ）は、日本のバンド・Mr.Childrenのベスト・アルバム。2022年5月11日にトイズファクトリーより発売された。

## 音楽性
Mr.Childrenのメジャー・デビュー30周年を記念したベスト・アルバム。CDは2枚組で、DISC 1は「STUDIO盤」、DISC 2は「LIVE盤」となっている。
「STUDIO盤」には、2015年から2020年に発表された楽曲を全曲リマスタリングしたうえで収録しているほか、新曲「永遠」「生きろ」を収録。ただし、シングル曲としては38thシングル『Birthday/君と重ねたモノローグ』の「君と重ねたモノローグ」と8th配信限定シングル『turn over?』が未収録となり、18thアルバム『REFLECTION』収録曲は、同時発売のベスト・アルバム『Mr.Children 2011-2015』に跨って収録されている。なお、Mr.Childrenのベスト・アルバムに新曲が収録されるのは本作が初となる。マスタリングはギャビン・ラーセンが担当。
「LIVE盤」には、『Mr.Children 30th giving 2』と題し、2001年から2010年までに発表された楽曲のうち全12曲を過去のライブ音源で収録している。選曲はスタッフによるもので、マスタリングは内田孝弘 (FLAIR MASTERING WORKS) が担当。

## リリース
初回生産限定盤と通常盤の2形態で発売。初回生産限定盤はCD2枚組+DVD、通常盤はCD2枚組で、スリーブケース、紙ジャケット仕様となっている。DVDには、メンバー4人のトークおよび2020年以降のMr.Childrenの活動を記録したドキュメンタリー映像『Mr.Children -NOW-』が収録されている。また、初回生産限定盤および通常盤初回プレス分には、ウェブサイト『SPECIAL ENTRANCE 2』（後述）を視聴するためのシリアルナンバーが封入される。購入先によって異なる先着特典も用意された（後述）。DVDの監督は稲垣哲朗 (KITE Inc.) が担当。
ベスト・アルバム『Mr.Children 2011-2015』と同時発売。Mr.Childrenのベスト・アルバムとしては『Mr.Children 2001-2005 <micro>』『Mr.Children 2005-2010 <macro>』以来10年ぶり、通算6枚目となる。
2022年7月15日より「STUDIO盤」のみダウンロード・サブスクリプション配信が開始された。
なお、4枚組となる本作のレコード盤がメンバー4人分のみ生産され、2022年5月10日に開催されたドーム・スタジアムツアー『Mr.Children 30th Anniversary Tour 半世紀へのエントランス』東京ドーム公演の終演後に関係者より贈られている。

### 店舗特典
| 対象店舗                                                        | 特典内容                             |
| --------------------------------------------------------------- | ------------------------------------ |
| エンジンオフィシャルストア                                      | オリジナルステッカーセット           |
| TOY'S STORE                                                     | 厚紙ミニポスター                     |
| 楽天ブックス                                                    | アクリルキーホルダー                 |
| TOWER RECORDS全店（オンライン含む）                             | スクエア缶バッチ（サイズ 58mm×58mm） |
| TSUTAYA RECORDS（一部店舗除く） / TSUTAYAオンラインショッピング | A4クリアファイル                     |
| HMV / HMV&BOOKS online（一部店舗除く）                          | コースター（水に強いPP製）           |
| セブンネットショッピング                                        | トート型エコバック                   |
| Amazon.co.jp                                                    | メガジャケ                           |
| 全国CDショップ                                                  | オリジナルステッカー                 |

## プロモーション
本作発売発表と同時にMr.Childrenの公式Instagramおよび公式Twitter（現：X）が開設された。
また、本作発売前日となる2022年5月10日から6月26日および7月2日から18日までの期間、本作のアートディレクターを担当した森本千絵が手掛けるアトリエ&ショップ「goen°」にて、アートワーク展『Dear Mr.Children展』が開催された。

## アートワーク
本作のアートディレクターは森本千絵が担当。ジャケットの写真は瀧本幹也によるもので、人と人とが抱き合い距離を縮め、音楽と共に溶け合って1つの色になってゆく姿をイメージしている。 森本は「二人の男女がコロナ禍を経たこの三十周年という場所で再び出会い、音楽と共に生きていく現れ」と語っている。また、同じく森本が手掛けた15thアルバム『SUPERMARKET FANTASY』のジャケットに写っていた男女2人が成長して大人になったストーリーも想起させている、とのこと。
本作と、同時発売されたベスト・アルバム『Mr.Children 2011-2015』のスリーブケースの背表紙を並べると、「エントランスタワー」が完成する仕掛けになっている。これは、ツアータイトルである「半世紀のエントランス」（後述）から森本が発想したもので、様々な建物のエントランスを撮影した写真を積み重ねているタワーである。このタワーは、同ツアーのオープニング映像や、本作のCMでも登場している。

## ツアー
本作発売前後の2022年4月23日から6月19日まで、6会場12公演に渡るドーム・スタジアムツアー『Mr.Children 30th Anniversary Tour 半世紀へのエントランス』を開催、約60万人を動員した。これに先立ち、2022年4月8日 - 9日にはファンクラブ会員限定ライブ『FATHER & MOTHER Special Prelive エントランスのエントランス』が東京ガーデンシアターで開催され、本作収録曲である「永遠」「生きろ」がライブ初披露された。
サポートメンバーとしてSUNNY（キーボード・コーラス）が参加し、計5人編成での演奏、パフォーマンスとなった。20thアルバム『SOUNDTRACKS』発売に伴うツアーはコロナ禍により実施されなかったため、Mr.Childrenとしては『Mr.Children Dome Tour 2019 "Against All GRAVITY"』以来、約3年ぶりのツアー開催となった。新型コロナウイルス感染症対策として、観客は歓声禁止および常時マスク着用したうえでの鑑賞となった。ドーム公演では、出来るだけ多くの楽曲を選曲したいという思いから、日替わりでセットリストを変更するという初の試みが行なわれた。ツアーのオープニングでは、本作のジャケットをモチーフとした「エントランス映像」が使用された。
ツアータイトルである「半世紀へのエントランス」には、バンドが30周年を通過点として、50周年を目指すという思いが込められている。ツアータイトルについて、桜井和寿は自身が50歳を迎えた時に何かを満了した気持ちになってしまったこと命名理由として挙げており、次のように語っている。
| 「                                            | 1つ区切りができることで、そこで満了するような感じになるのがイヤだったんです。自分が50歳になったとき、ちょっとそういう気持ちになったんですよ。50歳から51歳の1年間は自分の中でなかなかエンジンがかからなかったんですけど、51歳になったときに、なぜか「ここからまた始めるんだ」という気持ちになって。数字の暗示にかかってしまったというか……そんな経験もあったので、「30周年は単なる入り口でしかない」と思いたかったんです。そういう言霊を掲げて、さらに先に進んでいけたらいいなと。 | 」 |
| —桜井和寿（「音楽ナタリー」インタビューより） | |    |

ツアー最終日となる2022年6月19日に行なわれた大阪・ヤンマースタジアム長居公演およびメジャー・デビュー30周年記念日でもある5月10日に行なわれた東京ドーム公演の模様は、ライブ・ビデオ『Mr.Children 30th Anniversary Tour 半世紀へのエントランス』で映像化されたほか、2022年12月30日公開の東宝配給映画『Mr.Children「GIFT for you」』でも両公演の映像が使用された。また、5月10日の東京ドーム公演については、2022年5月22日より1週間限定で有料配信された。

## チャート成績
初週で約19.3万枚を売り上げ、2022年5月23日付のオリコン週間アルバムチャート、および5月18日公開のBillboard JAPAN週間総合アルバムチャート「Billboard Japan Hot Albums」で共に初登場1位を獲得。同時発売された『Mr.Children 2011-2015』は初登場2位となり、両チャートで1位・2位を独占した。同一アーティストによるアルバムチャートの1位・2位独占は、2019年にSEKAI NO OWARIが『Lip』『Eye』で記録して以来、約3年ぶりとなる。また、自身にとっては、2012年に『Mr.Children 2001-2005 <micro>』『Mr.Children 2005-2010 <macro>』で記録して以来約10年ぶり3度目のアルバムチャートの1位・2位独占となり、これはオリコン史上初である。アルバム1位獲得は6作連続、通算19作目となり、「アルバム通算1位獲得作品数」記録を歴代5位タイから単独5位、男性アーティストでは歴代3位タイからB'z、KinKi Kidsに次ぐ単独3位とした。

## 収録内容
| 全作詞・作曲: 桜井和寿。 |                        |           |            |                                           |                                   |      |
| #                        | タイトル               | 作詞      | 作曲・編曲 | 編曲                                      |                                   | 時間 |
| 1.                       | 「Starting Over」      | 桜井和寿  | 桜井和寿   | Mr.Children                               | 弦編曲: 桜井和寿 & 四家卯大       | 4:59 |
| 2.                       | 「fantasy」            | 桜井和寿  | 桜井和寿   | Mr.Children                               |                                   | 4:22 |
| 3.                       | 「ヒカリノアトリエ」   | 桜井和寿  | 桜井和寿   | ヒカリノアトリエ                          |                                   | 4:36 |
| 4.                       | 「himawari」           | 桜井和寿  | 桜井和寿   | Mr.Children                               | 弦編曲: 桜井和寿 & 弦一徹         | 5:59 |
| 5.                       | 「here comes my love」 | 桜井和寿  | 桜井和寿   | Mr.Children                               | 弦編曲: 桜井和寿 & 世武裕子       | 5:59 |
| 6.                       | 「SINGLES」            | 桜井和寿  | 桜井和寿   | Mr.Children                               |                                   | 4:46 |
| 7.                       | 「Your Song」          | 桜井和寿  | 桜井和寿   | Mr.Children                               |                                   | 5:16 |
| 8.                       | 「皮膚呼吸」           | 桜井和寿  | 桜井和寿   | Mr.Children                               | 英詞英訳: Ken Masui               | 6:09 |
| 9.                       | 「Birthday」           | 桜井和寿  | 桜井和寿   | Mr.Children, Steve Fitzmaurice, Ken Masui | 弦編曲: Simon Hale                | 4:40 |
| 10.                      | 「Brand new planet」   | 桜井和寿  | 桜井和寿   | Mr.Children, Steve Fitzmaurice, Ken Masui | 弦編曲: Simon Hale                | 4:26 |
| 11.                      | 「others」             | 桜井和寿  | 桜井和寿   | Mr.Children, Steve Fitzmaurice, Ken Masui | 管・弦編曲: Simon Hale            | 6:01 |
| 12.                      | 「Documentary film」   | 桜井和寿  | 桜井和寿   | Mr.Children, Steve Fitzmaurice, Ken Masui | 弦編曲: Simon Hale                | 4:43 |
| 13.                      | 「永遠」               | 桜井和寿  | 桜井和寿   | Mr.Children & 小林武史                    | 弦編曲: 小林武史 & 四家卯大       | 6:12 |
| 14.                      | 「生きろ」             | 桜井和寿  | 桜井和寿   | Mr.Children                               | 管・弦編曲: 桜井和寿 & Simon Hale | 5:20 |
| 合計時間:                | 合計時間:              | 合計時間: | 合計時間:  | 73:28                                     |                                   |      |

| 全作詞・作曲: 桜井和寿。 |                                                                            |           |            |                        |      |
| #                        | タイトル                                                                   | 作詞      | 作曲・編曲 | 編曲                   | 時間 |
| 1.                       | 「youthful days」(『MR.CHILDREN TOUR POPSAURUS 2012』)                     | 桜井和寿  | 桜井和寿   | Mr.Children & 小林武史 | 6:05 |
| 2.                       | 「HERO」(『Mr.Children [(an imitation) blood orange] Tour』)               | 桜井和寿  | 桜井和寿   | Mr.Children & 小林武史 | 6:16 |
| 3.                       | 「くるみ」(『MR.CHILDREN DOME TOUR 2005 "I ♥ U" 〜FINAL IN TOKYO DOME〜』) | 桜井和寿  | 桜井和寿   | Mr.Children & 小林武史 | 6:20 |
| 4.                       | 「Sign」(『MR.CHILDREN DOME TOUR 2005 "I ♥ U" 〜FINAL IN TOKYO DOME〜』)   | 桜井和寿  | 桜井和寿   | Mr.Children & 小林武史 | 5:28 |
| 5.                       | 「Worlds end」(『Mr.Children Tour 2018-19 重力と呼吸』)                    | 桜井和寿  | 桜井和寿   | Mr.Children            | 7:03 |
| 6.                       | 「しるし」(『Mr.Children "HOME" TOUR 2007 〜in the field〜』)              | 桜井和寿  | 桜井和寿   | Mr.Children & 小林武史 | 7:25 |
| 7.                       | 「フェイク」(『Mr.Children "HOME" TOUR 2007 〜in the field〜』)            | 桜井和寿  | 桜井和寿   | Mr.Children & 小林武史 | 6:18 |
| 8.                       | 「GIFT」(『Mr.Children DOME & STADIUM TOUR 2017 Thanksgiving 25』)         | 桜井和寿  | 桜井和寿   | Mr.Children            | 6:56 |
| 9.                       | 「HANABI」(『Mr.Children TOUR 2015 REFLECTION』)                           | 桜井和寿  | 桜井和寿   | Mr.Children            | 5:56 |
| 10.                      | 「エソラ」(『Mr.Children STADIUM TOUR 2011 SENSE -in the field-』)         | 桜井和寿  | 桜井和寿   | Mr.Children & 小林武史 | 5:41 |
| 11.                      | 「365日」(『Mr.Children TOUR 2011 "SENSE"』)                               | 桜井和寿  | 桜井和寿   | Mr.Children & 小林武史 | 5:48 |
| 12.                      | 「タガタメ」(『Mr.Children Stadium Tour 2015 未完』)                       | 桜井和寿  | 桜井和寿   | Mr.Children            | 7:23 |
| 合計時間:                | 合計時間:                                                                  | 合計時間: | 76:39      |                        |      |

| #  | タイトル                                     | 作詞 | 作曲・編曲 | 時間  |
| -- | -------------------------------------------- | ---- | ---------- | ----- |
| 1. | 「『Mr.Children -NOW-』 TALK & DOCUMENTARY」 |      |            | 41:07 |

## 楽曲解説

### DISC 1
1. Starting Over
  - 18thアルバム『REFLECTION』収録曲。
  - 東宝配給映画『バケモノの子』主題歌[48]。
2. fantasy
  - 18thアルバム『REFLECTION』収録曲。
  - BMW「2シリーズ アクティブ ツアラー/グラン ツアラー」CMソング[49]。
3. ヒカリノアトリエ
  - 36thシングル。アルバム初収録。
  - NHK連続テレビ小説『べっぴんさん』主題歌[50]。
4. himawari
  - 37thシングル。
  - 東宝配給映画『君の膵臓をたべたい』主題歌[51]。
  - 19thアルバム『重力と呼吸』と同じくアルバムバージョンでの収録。
5. here comes my love
  - 7th配信限定シングル。
  - フジテレビ系木曜劇場『隣の家族は青く見える』主題歌[52]。
6. SINGLES
  - 19thアルバム『重力と呼吸』収録曲。
  - テレビ朝日系木曜ドラマ『ハゲタカ』主題歌[53]。
7. Your Song
  - 19thアルバム『重力と呼吸』収録曲。
8. 皮膚呼吸
  - 19thアルバム『重力と呼吸』収録曲。
9. Birthday
  - 38thシングル。
  - 東宝配給映画『映画ドラえもん のび太の新恐竜』主題歌[54]。
10. Brand new planet
  - 20thアルバム『SOUNDTRACKS』収録曲。
  - カンテレ・フジテレビ系火9ドラマ『姉ちゃんの恋人』主題歌[55]。
11. others
  - 20thアルバム『SOUNDTRACKS』収録曲。
  - キリンビール「麒麟特製ストロング」「麒麟特製レモンサワー」「麒麟特製辛口こだわりサワー」「麒麟特製 酎ハイボール」CMソング[56][57][58][59]。
12. Documentary film
  - 20thアルバム『SOUNDTRACKS』収録曲。
13. 永遠
  - 9th配信限定シングル。アルバム初収録。
  - Netflix映画『桜のような僕の恋人』主題歌[60]。
14. 生きろ
  - 新曲。Mr.Childrenとしては唯一、シングルおよびオリジナルアルバムに収録されないままベスト・アルバムに収録された楽曲となった。
  - 東宝/ソニー・ピクチャーズ エンタテインメント配給映画『キングダム2 遥かなる大地へ』主題歌。映画のために書き下ろされた楽曲で、制作にあたり桜井和寿は「壮大な景色を音にすること」「ひたむきな願いを、友への想いを、命の尊さを、愛する強さを歌にすること」「映像の中の肉体的な躍動感に呼応すること」を目指したという。映画のプロデューサーを務めた松橋真三は、本楽曲について「遥か彼方に続く悠久の大地で、無謀とも思える大いなる夢を抱いた少年が、友との約束を胸に、逞しく一歩一歩成長していく姿に重なりました」とコメントしている[61]。また、桜井は前作の映画『キングダム』も観て歌詞を書いたとのこと[62]。
  - 前作『SOUNDTRACKS』のレコーディング以降、最初に制作された楽曲[63]。新型コロナウイルス感染症 (COVID-19) の影響によりバンドとしての活動が制限されていた中、今回の映画主題歌のオファーが「僕らMr.Childrenにとって、次の場所へと向かう道しるべとなりました」「自己ベスト更新に挑む気持ちで制作させていただきました」と桜井はコメントしている[61]。2020年末にはデモ音源が完成し、『第71回NHK紅白歌合戦』の収録の際にメンバーに渡したという[64]。
  - 『SOUNDTRACKS』に続き、スティーヴ・フィッツモーリスがレコーディング・エンジニアとして参加し、サイモン・ヘイルがストリングスおよびブラスのアレンジを手掛けている。コロナ禍のためリモートでの制作となり、東京でバンドのレコーディングを行ない、それをロンドンに送り現地でオーケストラなどをダビングするという形が採られた[45]。レコーディングの模様は、本作の初回生産限定盤付属DVDに収録されているドキュメンタリー映像『Mr.Children -NOW-』に一部収録されている。
  - 桜井は、デモ音源の段階で「壮大で勇ましい、大陸を感じるような音像」をイメージしていたため、フィッツモーリスとヘイルが合うと考え依頼。その際、「ロマンティックで勇ましく」というリクエストをしたという[45]。また、デモ音源を聴いた際、田原健一は「この曲には絶対に今後のMr.Childrenにとって特別な、大切なものになるのは間違いない」と感じたといい、鈴木英哉は、メジャー・デビュー30周年を迎えるにあたっての軸となると思った、と振り返っている[65]。
  - 歌詞について、桜井は映画に沿って書いていたものの、無意識にコロナ禍に置かれたバンドの心境にも重なっている、と分析しており[37]、「自分たちで作った曲ではあるけど、自分たちの背中を押してくれる曲になってるような、そんな予感はあります」と語っている[63]。
  - 当初は「生きろ」という言葉は歌詞に使われておらず、デモ音源の歌入れの際にエンディングで何か強い言葉を乗せて叫びたいと思った時に咄嗟に出てきたもの[65]で、桜井も「自分でもびっくりするフレーズでした」という[61]。このことについて桜井は「いろんなことが呼応して『生きろ』っていう言葉に行き着いていると思う」と語っており[66]、映画のシナリオや楽曲・アレンジの持つ強さに影響された[61][66]ほか、「コロナ禍、自ら命を絶つ方のニュースを聞いていたことも関係しているのだと思います」ともコメントしている[67]。
  - ミュージック・ビデオが制作されており、本作発売前日である2022年5月10日よりMr.Childrenの公式YouTubeチャンネルで公開されている。監督は森本千絵が務め[68]、「Your Song」以来約3年半ぶりにメンバー全員が出演している。テーマは「石と星」で[69]、どこにでもある足元の石ころが星になってゆく、というコンセプトになっている。森本は「Mr.Childrenの音楽そのものがわたしたちに与えてくれる力を形にしたいと思いました」とコメントしている[70]。
  - 『キングダム2 遥かなる大地へ』公開日である2022年7月15日、本楽曲を使用した映画の「スペシャルPV」が東宝の公式YouTubeチャンネルで公開された[71]。

### DISC 2
1. youthful days
  - 21stシングル。
  - 『MR.CHILDREN TOUR POPSAURUS 2012』の音源。
2. HERO
  - 24thシングル。
  - 『Mr.Children [(an imitation) blood orange] Tour』の音源。
3. くるみ
  - 25thシングル。
  - 『MR.CHILDREN DOME TOUR 2005 "I ♥ U"』の音源。
  - キーを半音下げて演奏されている。
4. Sign
  - 26thシングル。
  - 『MR.CHILDREN DOME TOUR 2005 "I ♥ U"』の音源。
5. Worlds end
  - 12thアルバム『I ♥ U』収録曲。
  - 『Mr.Children Tour 2018-19 重力と呼吸』の音源。
6. しるし
  - 29thシングル。
  - 『Mr.Children HOME TOUR 2007 -in the field-』の音源。
  - ライブ・ビデオ『Mr.Children "HOME" TOUR 2007 -in the field-』では別撮りによる弾き語り映像が挿し込まれていたため、完全な音源化はこれが初となる。
7. フェイク
  - 30thシングル。
  - 『Mr.Children HOME TOUR 2007 -in the field-』の音源。
8. GIFT
  - 32ndシングル。
  - 『Mr.Children DOME & STADIUM TOUR 2017 Thanksgiving 25』の音源。
  - キーを半音下げて演奏されている。
9. HANABI
  - 33rdシングル。
  - 『Mr.Children TOUR 2015 REFLECTION』の音源。
10. エソラ
  - 15thアルバム『SUPERMARKET FANTASY』収録曲。
  - 『Mr.Children STADIUM TOUR 2011 SENSE -in the field-』の音源。
11. 365日
  - 16thアルバム『SENSE』収録曲。
  - 『Mr.Children Tour 2011 SENSE』の音源。
12. タガタメ
  - 11thアルバム『シフクノオト』収録曲。
  - 『Mr.Children Stadium Tour 2015 未完』の音源。

## SPECIAL ENTRANCE 2
『SPECIAL ENTRANCE 2』は、本作の初回生産限定盤および通常盤初回プレス分の購入者限定のウェブサイトで、2022年5月10日から2023年5月9日の期間限定で下記の特典映像が公開された。
| #         | タイトル                                                                | 作詞  | 作曲・編曲 | 時間  |
| --------- | ----------------------------------------------------------------------- | ----- | ---------- | ----- |
| 1.        | 「誰も得しないラジオ（仮） Special」                                    |       |            | 27:52 |
| 2.        | 「others from B'z presents UNITE #01」                                  |       |            | 5:59  |
| 3.        | 「Brand new planet from B'z presents UNITE #01」                        |       |            | 4:26  |
| 4.        | 「innocent world from B'z presents UNITE #01」                          |       |            | 6:11  |
| 5.        | 「Any from FATHER & MOTHER Special Prelive エントランスのエントランス」 |       |            | 5:21  |
| 6.        | 「君がいた夏 at NISSIN POWER STATION」                                  |       |            | 5:30  |
| 合計時間: | 合計時間:                                                               | 55:19 |            |       |

また、『誰も得しないラジオ（仮） Special』とは、2021年12月24日よりMr.Childrenの公式YouTubeチャンネルで1週間の期間限定で公開されていた映像で、メンバーのトークおよび「箒星」「Drawing」「君が好き」のスタジオライブで構成されている。スタジオライブではSUNNYが演奏に参加した。

## 参加ミュージシャン
- Mr.Children
  - 桜井和寿：Vocal & Guitar
  - 田原健一：Guitar
  - 中川敬輔：Bass
  - 鈴木英哉：Drums

### DISC 1
- 小林武史：Keyboards (#2, #13)
- 森安裕之：Computer Programming (#1)
- 世武裕子：Keyboards (#6 - #8)
- 森俊之：Piano (#5)
- SUNNY：Keyboards (#4)
- 木ノ脇道元：Flute (#5)
- Jonathan Hammill：Horn (#5)
- 井上華：Horn (#5)
- 奥村晶：Trumpet (#5)
- 中川英二郎：Trombone (#5)
- Bob Zung：Sax (#5)
- 室屋光一郎：Strings (#5)
- 室屋光一郎ストリングス：Strings (#5)
- 弦一徹：Strings (#4)
- 弦一徹ストリングス：Strings (#4)
- 四家卯大：Cello (#1, #13)
- 沖祥子：Violin (#1, #13)
- 四家卯大ストリングス：Strings (#1, #13)
- ヒカリノアトリエ (#3)
  - 桜井和寿：Vocal & Guitar
  - 田原健一：Guitar
  - 中川敬輔：Bass
  - 鈴木英哉：Drums
  - SUNNY：Keyboards & Back Vocal
  - 山本拓夫：Sax & Flute
  - icchie：Trumpet
  - 小春（チャラン・ポ・ランタン）：Accordion
- Simon Hale：Keyboards (#11), Piano (#9, #12, #14), Wurlitzer (#10, #12)
- Joby Burgess：Timpani (#9)
- Will Fry：Percussion (#10)
- Phil Todd：Tenor Saxophone (#11)
- Tom Ress-Roberts：Trumpet (#11)
- Henry Bowers-Broadbent：Hammond (#12)
- Richard Watkins：French Horn (#14)
- Pip Eastop：French Horn (#14)
- Andy Wood：Tenor Trombone (#14)
- Mark Nightingale：Tenor Trombone (#14)
- Dave Stewart：Bass Trombone (#14)
- Helen Keen：Piccolo Flute (#14)
- Eliza Marshall：Flute (#14)
- Anthony Pike：Bb Clarinet (#14)
- Marek Deml：Moog Bass (#14)
- Everton Nelson：String Leader (#9 - #12, #14)
- Darren Heelis：Additional Drum Programming (#9 - #12)
- Steve Fitzmaurice：Additional Drum Programming (#9, #11, #14)

### DISC 2
- 小林武史：Keyboards (#1, #2, #4, #6, #7, #10, #11)
- 浦清英：Keyboards (#3)
- 河口修二：Guitar (#3, #4)
- 山本拓夫：Sax & Flute (#6 - #8)
- 西村浩二：Trumpet (#6 - #8)
- SUNNY：Keyboards & Chorus (#3, #5, #8, #9, #12)
- 世武裕子：Keyboards & Chorus (#5)
- icchie：Trumpet (#8)
- 小春（チャラン・ポ・ランタン）：Accordion & Chorus (#8)
- 四家卯大：Cello (#6 - #8)
- 沖祥子：Violin (#6 - #8)
- 伊勢三木子：Violin (#6, #7)
- 菊地幹代：Viola (#6, #7)
- 登坂亮太：Chorus (#6, #7)

## テレビ出演
| 番組名                   | 日付          | 放送局     | 演奏曲           |
| ------------------------ | ------------- | ---------- | ---------------- |
| SONGS                    | 2022年5月12日 | NHK総合    | ヒカリノアトリエ |
| SONGS                    | 2022年5月12日 | NHK総合    | 永遠             |
| SONGS                    | 2022年5月12日 | NHK総合    | 生きろ           |
| ミュージックステーション | 2022年5月13日 | テレビ朝日 | 生きろ           |
| ミュージックステーション | 2022年5月13日 | テレビ朝日 | GIFT             |

## ライブ映像作品
| 曲名   | 作品名                                                   |
| ------ | -------------------------------------------------------- |
| 生きろ | Mr.Children 30th Anniversary Tour 半世紀へのエントランス |